# تیتیوس
تیتیوس (به یونانی: Τιτυός) در اساطیر یونان هیولایی فوکیسی که فرزند زئوس و الارا بود. زئوس که عاشق الارا شده بود، او را از ترس همسرش هرا، در ژرفای زمین مخفی کرد. در آنجا بود که الارا، تیتیوس را به دنیا آورد. به دلیل جثه بزرگ تیتیوس هنگام زایمان، رحم مادرش الارا را پاره کرد. به دستور هرا سعی در تجاوز به لتو در راه بازگشت به دلفی کرد، اما توسط تیرهای دو فرزند لتو، آپولون و آرتمیس از پا درآمد، (در برخی از تفسیرها این زئوس بود که با پرتاب آذرخش، لتو را نجات داد).
برای مجازات کاری که انجام داده بود، تیتیوس به تارتاروس تعبید شد و در آنجا تا ابد عذاب کشید. در آنجا بود که هر روز دو لاشخور می‌آمدند و جگر او را می‌خوردند و شب جگر از نو می‌رویید. این مجازات او همانند عذابی بود که بر سر تیتان پرومته آمده بود.